# Naiman (meteoryt)
Naiman – meteoryt kamienny należący do chondrytów oliwinowo-hiperstenowych L 6, znaleziony 26 maja 1982 w regionie autonomicznym Mongolia Wewnętrzna, na północy Chin. Meteoryt znaleziono w lesie jako pojedynczy okaz o masie 1050 g.